# غاري سارجنت
غاري سارجنت (بالإنجليزية: Gary Sargent)‏ هو لاعب هوكي الجليد أمريكي، ولد في 8 فبراير 1954 في ريد ليك فولز في الولايات المتحدة.

## وصلات خارجية
- غاري سارجنت على موقع دوري الهوكي الوطني (الإنجليزية)
- غاري سارجنت على موقع قاعة مشاهير الهوكي (لاعب أن.إتش.أل) (الإنجليزية)
- غاري سارجنت على موقع EliteProspects.com (الإنجليزية)
- غاري سارجنت على موقع HockeyDB.com (الإنجليزية)
- غاري سارجنت على موقع Hockey-Reference.com (الإنجليزية)